# Vendée Fontenay Foot
El Vendée Fontenay Foot es un equipo de fútbol de Francia que juega en el Championnat National 3, la quinta liga de fútbol más importante del país.

## Historia
Fue fundado en el año 1991 en la ciudad de Fontenay-le-Comte, en el departamento de Vendée a raíz de la fusión de los equipos SA Fontenaysien y el Étoile Fontenay y ha pasado la mayor parte del su historia en la CFA, excepto en el año 2005, cuando fue relegado por razones extra deportivas.

## Palmarés
- CFA 2 Grupo F: 1

2006/07

## Jugadores

### Jugadores destacados
- Aurélien Capoue
- Mathieu Blais
- Alberto Queiros
- Nicolas De la Quintinie
- Moké Kajima
- Yoann Khodabuccus
- Djibril Konaté